# ピアノと管弦楽のための幻想曲 (フォーレ)

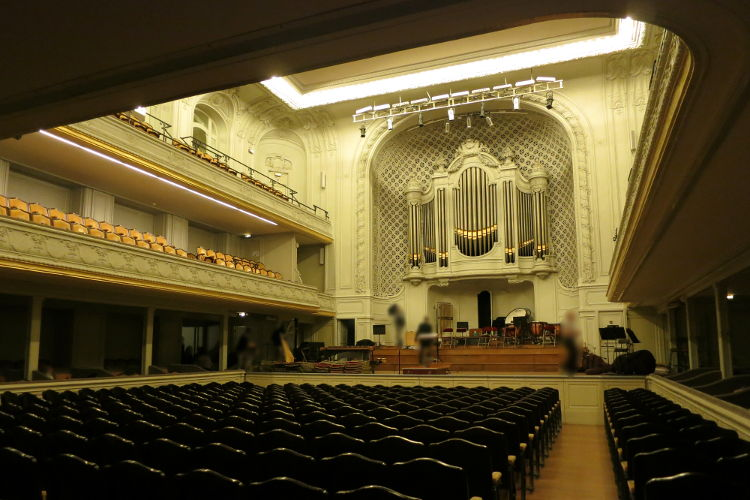
初演の会場となったサル・ガヴォー。

ピアノと管弦楽のための幻想曲（フランス語: Fantasie pour Piano et Orchestre） 作品111 は、ガブリエル・フォーレが1918年に作曲した協奏的作品。

## 概要
ピアノと管弦楽の協奏的作品という着想はクロード・ドビュッシーから間接的にもたらされた。ドビュッシーは彼の作品の出版を請け負っていたジャック・デュランに対し、ピアノと各種楽器群のための一連の「コンセール」を構想していると手紙で伝えている。1918年にドビュッシーが他界した後、デュランはこのアイデアをフォーレに提案したのであった。
9月8日までに大方曲を書き上げたフォーレは、妻にこう書き送っている。「ピアノと管弦楽のための作品をほぼ仕上げました。歳を取って仕事の速さと容易さが増したようです（中略）あなたにとってもそうであってもらう必要があると期待した通り、私は戦争の報せに鼓舞されていると言わねばなりません。」フォーレの伝記作家であるジャン＝ミシェル・ネクトゥーによると、聴力が悪化していたフォーレは自らの監督の下、マルセル・サミュエル＝ルソーに本作のオーケストレーションを頼んだという。
曲はアルフレッド・コルトーに献呈された。コルトーは遡ること1902年にフォーレに協奏作品の依頼をしていたのである。非公式の初演は1919年4月12日に、モンテカルロのフォーレ・フェスティバルでマルグリット・アッセルマンの独奏、レオン・ジュアンの指揮で行われた。パリ初演は1919年5月14日、サル・ガヴォーにおける国民音楽協会の演奏会でコルトーの独奏により行われた。
コルトーは後にある記事の中で、とりわけ独奏パートが「華麗さに欠け」ており、またソロと管弦楽の間の「対比が不足」していると、本作に対する懸念を表明している。。

## 演奏時間
約14分。

## 楽器編成
ピアノ独奏、フルート2、オーボエ2、クラリネット2、ファゴット2、ホルン4、トランペット2、ティンパニ、ハープ、弦五部。

## 楽曲構成
ネクトゥーは本作の独奏と管弦楽の関係性は、30年前に書かれた管弦楽伴奏つきバラードの管弦楽法に近いものがあると述べる。「ソリストが一番 - 首席と言ってもよかろう - となり、オーケストラの力と色彩は筋書きを強調する役割を果たす。弦楽器はほぼ一貫してピアノの伴奏として用いられるが、木管はしばしば独奏として扱われる。」ピアノ書法は協奏曲というより、室内楽のそれに近いものとなっている。
曲は連続して演奏される3つの部分から構成される。
Allegro moderato ト長調 4/4拍子
序奏はなく、ピアノが譜例1を奏して開始する。呼応する木管とのかけあいを演じつつ、同じ主題による経過となっていく。
譜例1
ピアノが急速な音型を奏する傍ら、ヴァイオリンに新しい旋律が出される（譜例2）。この旋律に基づいて進んでいく。
ピアノに譜例1が回帰して、以降は流麗なピアノ書法に譜例1と譜例2を織り交ぜて展開していく。譜例1を用いたコデッタとなって盛り上がり、1小節の全休止が挟まれる。
Allegro vivo ホ短調 3/4拍子
速度を上げて短調に転じ、ピアノが譜例3のリズムを刻み始める。
譜例3
間もなくピアノから新しい主題が出される（譜例4）。
譜例4
ピアノが一定の音型を刻む傍ら、ホ短調に転じた譜例2を管弦楽が奏する。譜例3が回帰して緊張感が高まるが、傍らではピアノが大らかに譜例2を奏でる。次いで譜例4がピアノの重音によって、より重々しく再現され、譜例2などを織り交ぜてフォルティッシモに到達する。
Allegro moderato ト長調 4/4拍子
元のテンポに戻り譜例1が再現される。簡潔に進み、譜例2の再現も行われる。主に譜例1を使用したコーダが置かれ、最後にピアノの連打により華やかに締めくくられる。